# Сан Мауро (Кунео)
Сан Мауро је насеље у Италији у округу Кунео, региону Пијемонт.
Према процени из 2011. у насељу је живело 143 становника. Насеље се налази на надморској висини од 759 м.